# Чагарниковий великоніг
Чагарниковий великоніг (Aepypodius) — рід куроподібних птахів родини великоногових (Megapodiidae). Містить два види.

## Поширення
Чагарникові великоноги поширені в Новій Гвінеї та на острові Вайгео.

## Опис
Тіло завдовжки 38-46 см; вага самця 1450—1600 г, самиці 1200—1530 г.

## Види
- Великоніг сірощокий (Aepypodius arfakianus)
- Великоніг червонощокий (Aepypodius bruijnii)